# Белкаменска река
Белкаменската или Менската, или Елешката река, или Которската река (на гръцки: Δροσοπόταμος, Дросопотамос или Δροσοπηγιώτικο ρέμα, Дросиопигиотико рема) е река в Егейска Македония, Гърция.

## Описание
Белкаменската река извира от планината Вич (Вици) северно под връх Клепелото (1878 m) под името Сара и тече на североизток през гъста и дива букова гора. Приема десния си приток Богаз и левия Павлин в котловината на бившето село Елово (Елатия, откъдето идва името Елешка). При старото селище на Бел камен (Дросопиги, откъдето идва името Белкаменска и двете гръцки имена) на реката има запазен каменен мост от 1852 година, дело на местни майстори, както и красива стара воденица, която все още работи. Преминава през Бел камен и излиза от планината при Горно Котори (Ано Идруса, откъдето идва името Которска), завива на север, преминава през Долно Котори (Идруса) и Кучковени (Перасма). Традиционно се влива в Сакулева при Лъжени (Месониси), но днес реката е уловена в много малки язовири.

## Флора и фауна
В околностите преобладават непроходими букови гори, а в ниските части растат дъбови гори. По бреговете на Белкаменската река растат елши, върби, млечни явори и явори. Други видове в района са леските, бадемолистните круши и къпините, а край селата се издигат черни тополи. В гората и по бреговете на реката растат много редки видове. От тях се открояват епилобиите Epilobium vernonicum, E. collinum и E. angustifolium, анемонията Anemone nemorosa, мушкатото Geranium macrorrhizum, Scrophularia aestivalis, камбанката Campanula hawkinsiana, лютичето Ranunculus acris, Caltha palustris, Staehelina uniflosculosa, карамфилът Dianthus tristis, Scabiosa tenuis, Geum coccineum, Silene waldsteinii и Doronicum hungaricum. Районът е особено богат на орхидеи. Тук могат да се намерят много важни видове като: Cephalanthera longifolia, C. damasonium, Epipactis helleborine, Neottia nidus-avis, N. ovata, Platanthera chlorantha, Corallorhiza trifida, Epipogium aphyllum, Limodorum abortivum, Dactylorhiza cordigera, D. sambucina, D. saccifera, Orchis pinetorum, O. mascula, O. pallens, Ophrys apifera, O. zeusii, O. epirotica и други.
Орнитофауната на района е богата поради отсъствието на много селища в околността. Особено важно е постоянното присъствие на скален орел, който ловува над върховете. Други хищни птици са орелът змияр, керкенезът, бухалът, забулената сова, горската улулица и кукумявката. Над водите на реката летят водни косове и планинска стърчиопашки, като понякога се появяват и късокрили кюкавци. Други важни птици са гривякът, гургулицата, козодоят, черният, големият пъстър и зеленият кълвач, ливадната и горската бъбрица, синият, матовоглавият, големият и дългоопашатият синигер, елшовата скатия, горската зидарка, имеловият дрозд, голямото белогушо коприварче, черешарката, жълтоглавото кралче, орехчето, сойката, червеногърбата и черночелата сврачка, зеленогушата, сивоглавата и жълтата овесарка.
Фауната на влечугите включва много видове, като например много саламандри, жълтокоремна бумка, кафява крастава жаба, зелена крастава жаба, гръцка жаба, горска жаба, дървесница, слепоци, гущери, синьогуш острогръб гущер, зелен гущер, стенен гущер, стрелушка, жълтоуха водна змия, медянка, леопардов смок, отровници. От бозайниците присъствието на видрата е важно в много части на реката, докато в околните гори живеят големи бозайници като мечки, вълци, сърни, диви котки, диви свине, лисици, язовци, златки, невестулки, десетки катерици и горски сънливци.
И накрая, рибната фауна на реката включва македонска мряна (Barbus balcanicus), вардарски кефал (Squalius vardarensis), пелагонийска пъстърва (Salmo pelagonicus), блескавец (Alburnoides bipunctatus), гулеш (Barbatula barbatula), вардарски скобар (Chondrostoma vardarense), българска кротушка (Gobio bulgaricus), Salaria fluviatilis и други.

## Водосборен басейн
→ ляв приток, ← десен приток
- ← Богаз
- → Павлин
- → Белко
- ← Стара река